# ディス・プラン
ディス・プラン（英語: Dith Pran、 1942年9月27日 - 2008年3月30日）は、カンボジアの報道写真家。クメール・ルージュ政権下の民主カンボジアで行われたジェノサイドの生存者として、また映画『キリング・フィールド』の題材となったことでも知られている。

## 略歴
1942年、アンコール遺跡に近いカンボジアのシェムリアップで、公共事業に従事する父のもとに生まれた。学校でフランス語を学びながら独学で英語を勉強し、後に米軍から通訳として雇われることとなった。米軍との関係が切れた後は、1965年のイギリス映画『ロード・ジム』の撮影現場で働いたり、ホテルのフロント係として勤務したりしている。
1975年、ニューヨーク・タイムズの記者シドニー・シャンバーグ（Sydney Schanberg）と出会った。そして、写真の撮り方を独学し、首都プノンペンがクメール・ルージュの部隊によって陥落するさまを取材するために、シャンバーグらと共にカンボジアに残った。プノンペン陥落後のクメール・ルージュ政権下では、シャンバーグなどの外国人記者は国外に出ることが許されていたが、カンボジア人であるディスは許されなかった。また、知識人であることがわかると殺されてしまう恐れがあったことから、ディスは教育を受けていたことやアメリカ人の知り合いがいることを隠し、タクシー運転手だったふりをした。1978年12月にベトナム軍がクメール・ルージュ政権を倒すまでの4年間、ディスはカンボジア軍により強制労働収容所で働かされ、飢えと拷問に耐えた。ディスは、軍の一団や、彼が40マイルあまりの逃避行の際に目撃した犠牲者の白骨死体について触れ、「キリング・フィールド（The Killing Fields）」という単語を作った。クメール・ルージュ政権下、ディスの3人の兄弟も殺されている。
ディスはその後シェムリアップに戻ったが、そこで家族や親類50人が殺されたことを知った。ベトナム軍はディスを村長にしようとしたが、アメリカとの関係が発覚することを恐れて1979年10月3日にタイへと逃亡し、シャンバーグ記者と再会を果たした。1980年から、ディスはアメリカでニューヨーク・タイムズ社の報道写真家として働いた。1986年には妻と共にアメリカ国籍を取得する。なお、ディスはその後2度の離婚を経験している。
ディスは報道写真家として活躍する一方で、「ディス・プラン・ホロコースト認知プロジェクト」を立ち上げるなど、カンボジアでのジェノサイドによる犠牲者のことをより知ってもらう運動を推進した。1998年にはエリス島名誉メダルを受賞している。
2008年3月30日、アメリカニュージャージー州ニューブランズウィックで亡くなった。65歳没。3ヶ月前に末期のすい臓がんであることが診断されていた。
映画『キリング・フィールド』においては、ハイン・S・ニョールがディスの役を演じた。ニョールもまた、ディスと同様にクメール・ルージュ政権下で強制労働に就かされていた。

## 参考
1. 1 2 3 4 5 6 7 8 9 10  Martin, Douglas (March 31, 2008 2008). “Dith Pran, ‘Killing Fields’ Photographer, Dies at 65”. The New York Times. "Dith Pran, a photojournalist for The New York Times whose gruesome ordeal in the killing fields of Cambodia was re-created in a 1984 movie that gave him an eminence he tenaciously used to press for his people’s rights, died on Sunday at a hospital in New Brunswick, N.J. He was 65 and lived in Woodbridge, N.J."
2. 1 2  “映画『キリング・フィールド』のモデル、ディス・プラン氏が死去”. AFP BB News. 2008年5月12日閲覧。